# Le Courage d'aimer
Le Courage d'aimer is een Franse dramafilm uit 2005 onder regie van Claude Lelouch.

## Verhaal
Twee verhalen over zes liefdesrelaties worden door elkaar gemixt en lukraak door Parijs gefilmd. Centraal staat de verhouding tussen twee zangers. Een daarvan is zeer getalenteerd, de andere niet. Daarnaast bevinden zich onder meer een schoonmaakster, een zakkenrolster, een serveerster en een straatverkoper onder de geliefden.

## Rolverdeling
| Acteur            | Personage         |
| ----------------- | ----------------- |
| Mathilde Seigner  | Clémentine / Anne |
| Maïwenn           | Shaa              |
| Massimo Ranieri   | Massimo           |
| Michel Leeb       | Michel Gorkini    |
| Arielle Dombasle  | Sabine Duchemin   |
| Line Renaud       | Line              |
| Yannick Soulier   | Sami              |
| Pierre Arditi     | Pierre            |
| Sara Forestier    | Salomé            |
| Ticky Holgado     | God               |
| Michèle Bernier   | Tania             |
| Grégori Derangère | Vastgoedmakelaar  |
| Francis Perrin    | Didier            |
| Éric Veillard     | Francesco         |
| Lise Lamétrie     | Lise              |